# Estêvão Orbeliano
Estêvão Orbeliano (em armênio/arménio:  Ստեփանոս Օրբելյան, transl. Step’anos Orbelyan, morto em 1303) foi um clérigo e historiador armênio do século XIII. Membro da Dinastia orbeliana, foi Metropolita de Siunique em vida e escreveu uma crônica cobrindo a história armênia desde o reino de Tirídates I até seus próprios tempos.